# Leucothyreus decolor
Leucothyreus decolor är en skalbaggsart som beskrevs av Ohaus 1917. Leucothyreus decolor ingår i släktet Leucothyreus och familjen Rutelidae. Inga underarter finns listade i Catalogue of Life.